# Distretto di Bahawalpur
Il distretto di Bahawalpur (in urdu: ضلع بہاول پور) è un distretto del Punjab, in Pakistan, che ha come capoluogo Bahawalpur. Nel 1998 possedeva una popolazione di 2.433.091 abitanti.
Nel 2017, nel villaggio di Ahmedpur East si è verificata un'esplosione di una cisterna che ha ucciso 219 persone e ne ha ferito altre 34.